# Схьёрдалсхалсен
Схьёрдалсхалсен, Схёрдалсхалсен (норв. Stjørdalshalsen) — город и административный центр коммуны Схьёрдал в губернии Трёнделаг, Норвегия.

## История
Схьёрдалсхалсен был создан как пляж в XVII веке. В 1875 году Схьёрдалсхалсен стал отдельным зданием муниципалитета. Затем он перерос в небольшое поселение, занимающееся торговлей, ремеслом и промышленной деятельностью. 1 июня 1997 года Схьёрдалсхалсен получил статус города.

## География
Площадь города — 8,13 км². Через город проходит Линия Нордланд, обслуживаемая на вокзале Схьёрдал. Также в городе находится соединение европейского маршрута E14 и европейского маршрута Е06.

## Население
По состоянию на 1 января 2020 года в городе проживает 14868 жителей.

## Личности
- Олаф Альфред Хоффстад (1865—1943) — ботаник[5].
- Свеин Эрик Волд[нем.] (1985) — велосипедист.

## Галерея

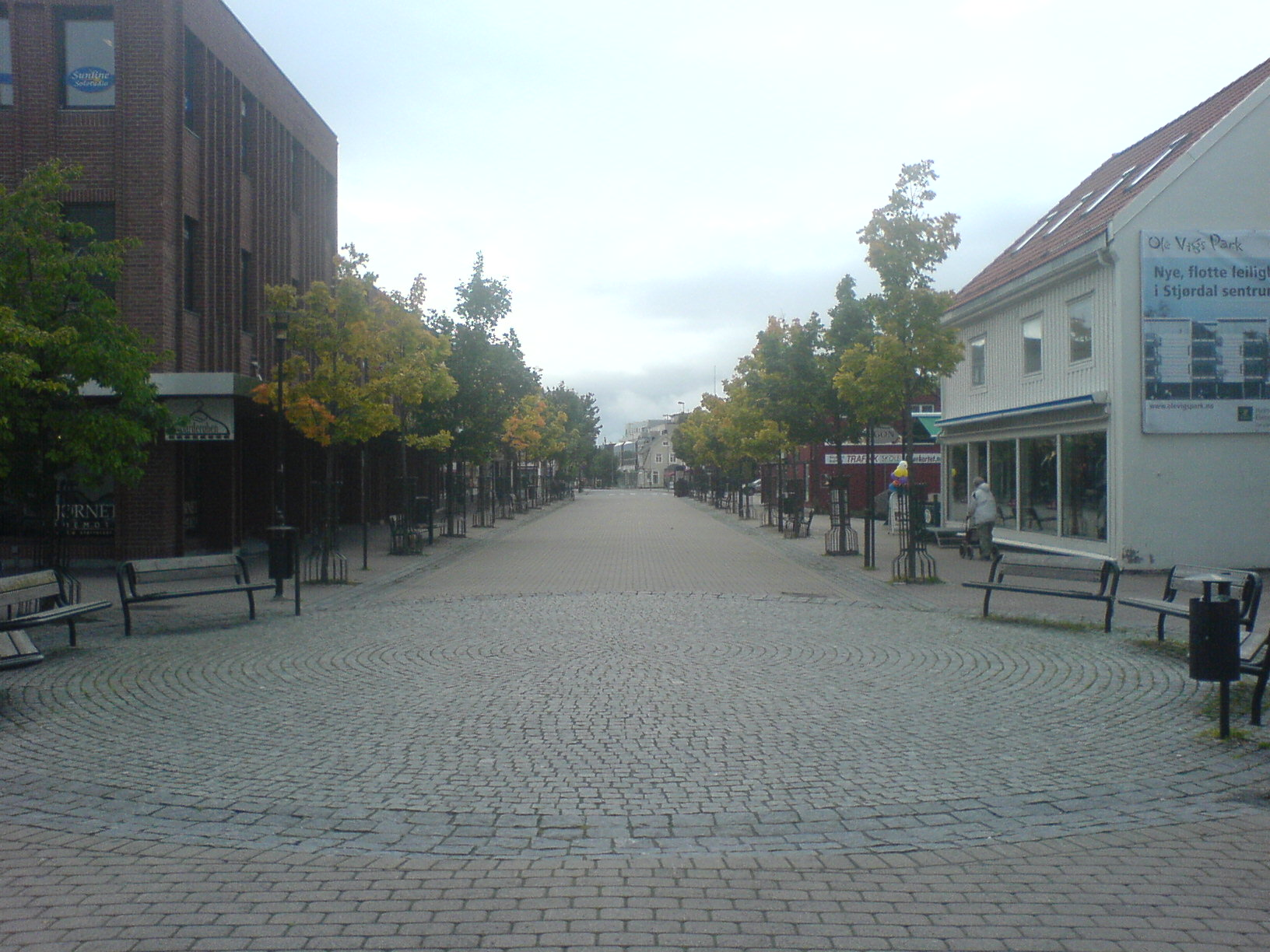
Хьёпманнсгата - главная торговая улица в городе
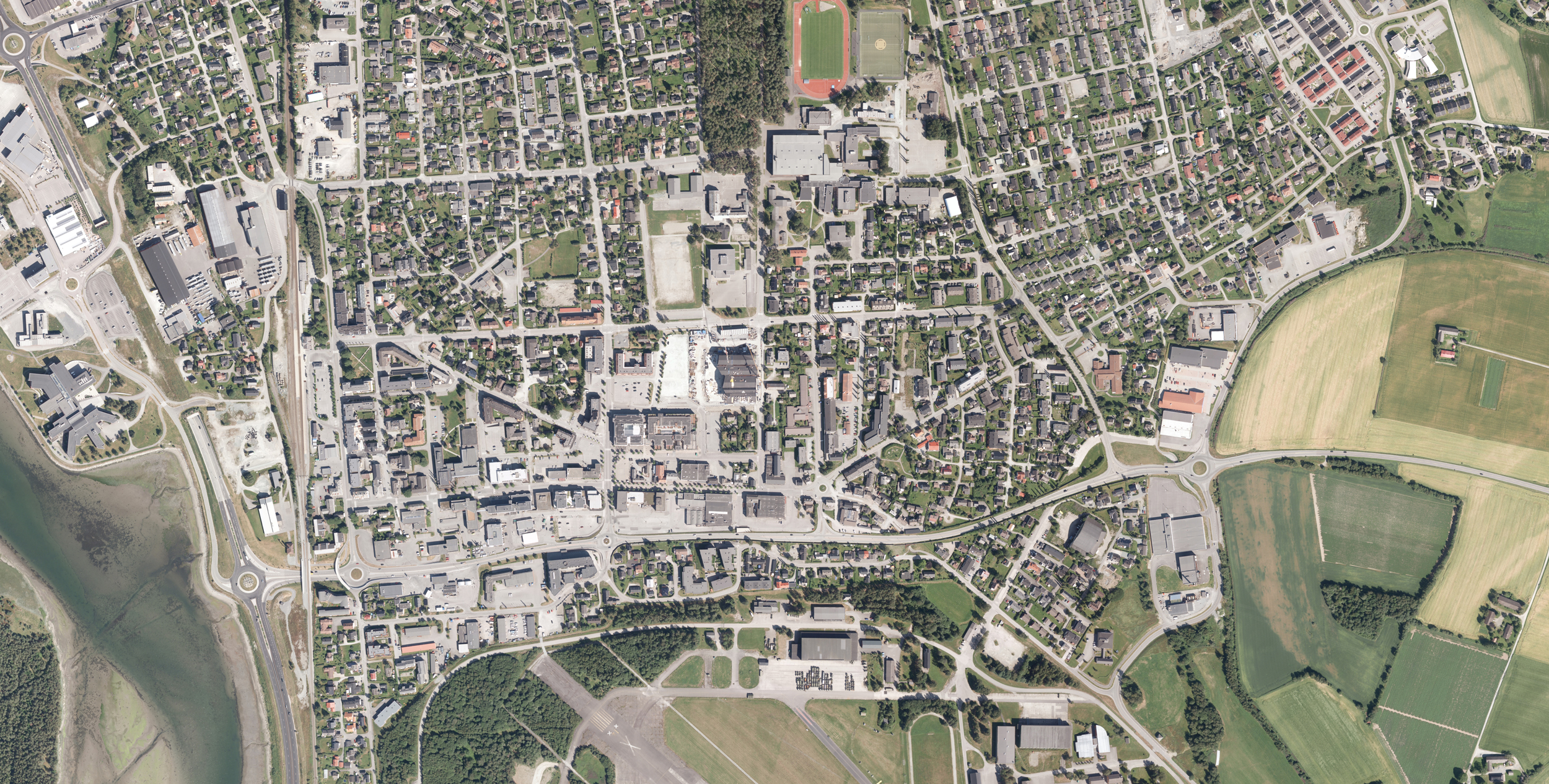
Вид на город сверху (2014)
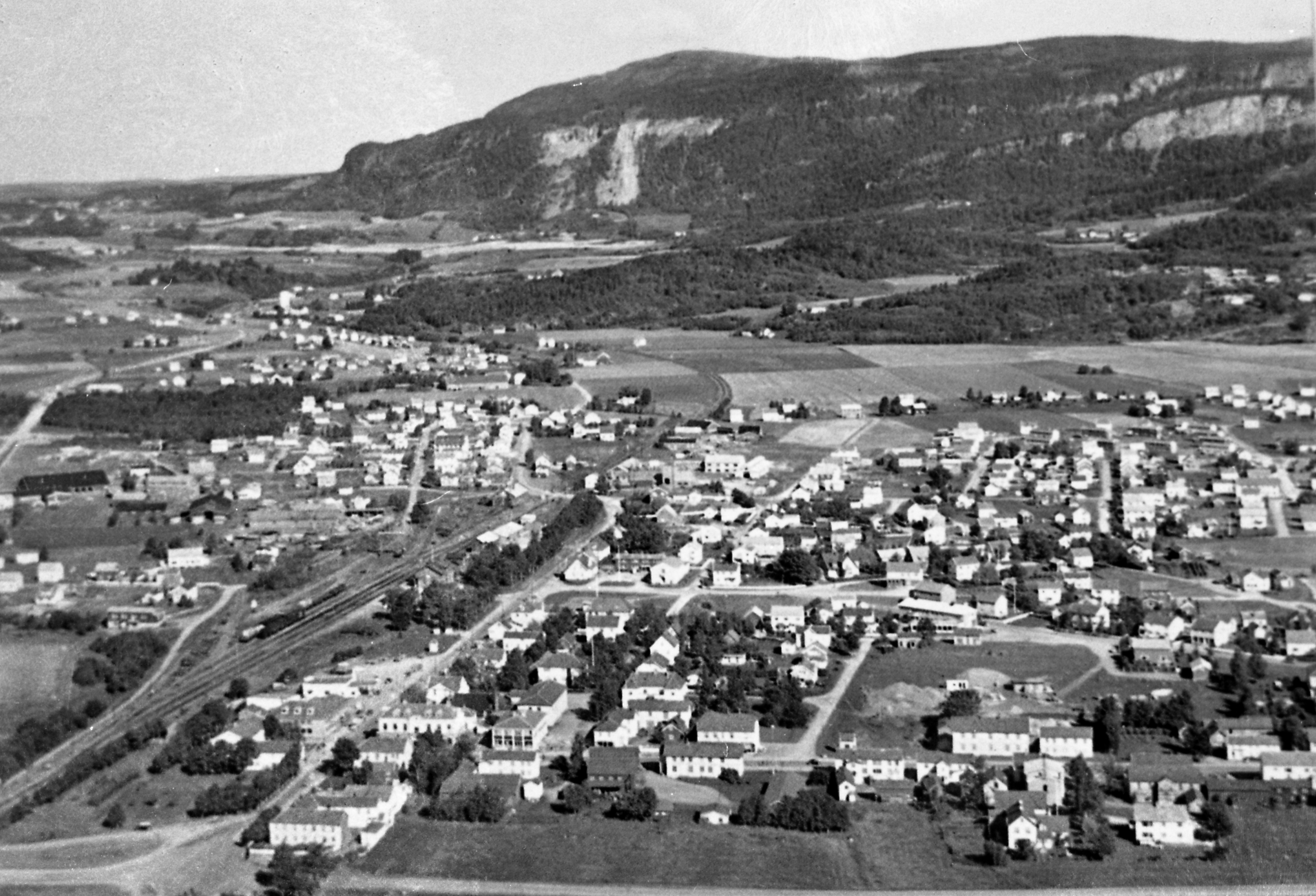
Вид на город сверху (1961)
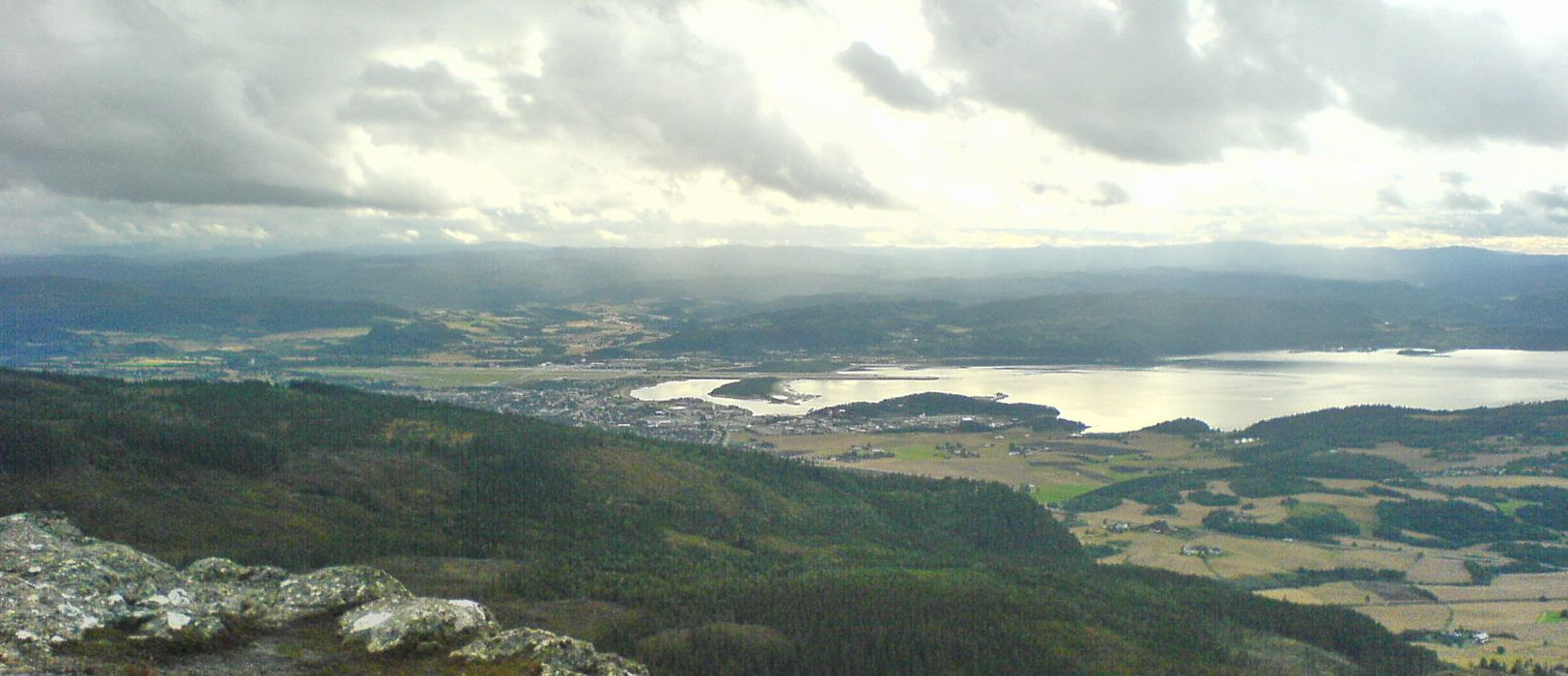
Вид на фьёрд и город
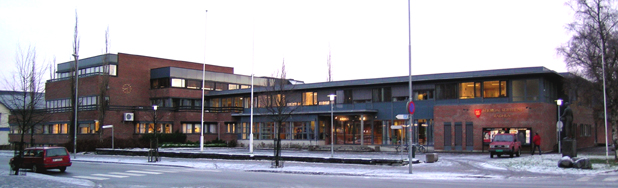
Ратуша